# بمب‌گذاری ۲۰۱۶ آنسباخ
در ۲۴ ژوئیه سال ۲۰۱۶ یک پناهنده ۲۷ ساله سوریه با منفجر کردن جلیقه انتحاری خود باعث کشته شدن خود و زخمی شدن ۱۲ نفر شد که به گفته وزیر کشور آلمان حال سه نفر از آنان وخیم می‌باشد. مهاجم پس از آنکه پلیس مانع ورودش به یک جشنواره موسیقی در این شهر شد، وسیله انفجاری که در داخل کوله پشتی‌اش بود را منفجر کرد. حدود ۲۵۰۰ نفر از محل انفجار تخلیه شدند.

## عامل حمله
وزیر امور داخلی ایالت باواریای آلمان گفته در ویدئویی که از موبایل وی پیدا شده، او به رهبر گروه داعش اعلام وفاداری کرده بود. همچنین وی در این ویدئو به زبان آلمانی تهدید به حمله انتقام‌جویانه کرده بود. درخواست پناهندگی وی دو بار رد شده بود، و قرار بود از آلمان اخراج شود و به بلغارستان فرستاده شود. این مهاجم اولین بار در بلغارستان درخواست پناهجویی کرده بود و برای همین قرار بود به این کشور بازگردانده شود. او پیش از این دوباره اقدام به خودکشی کرده بود.

## پذیرفتن حمله توسط داعش
داعش یک روز پس از حمله، مسئولیت انفجار را برعهده گرفت.